# Barry Blair

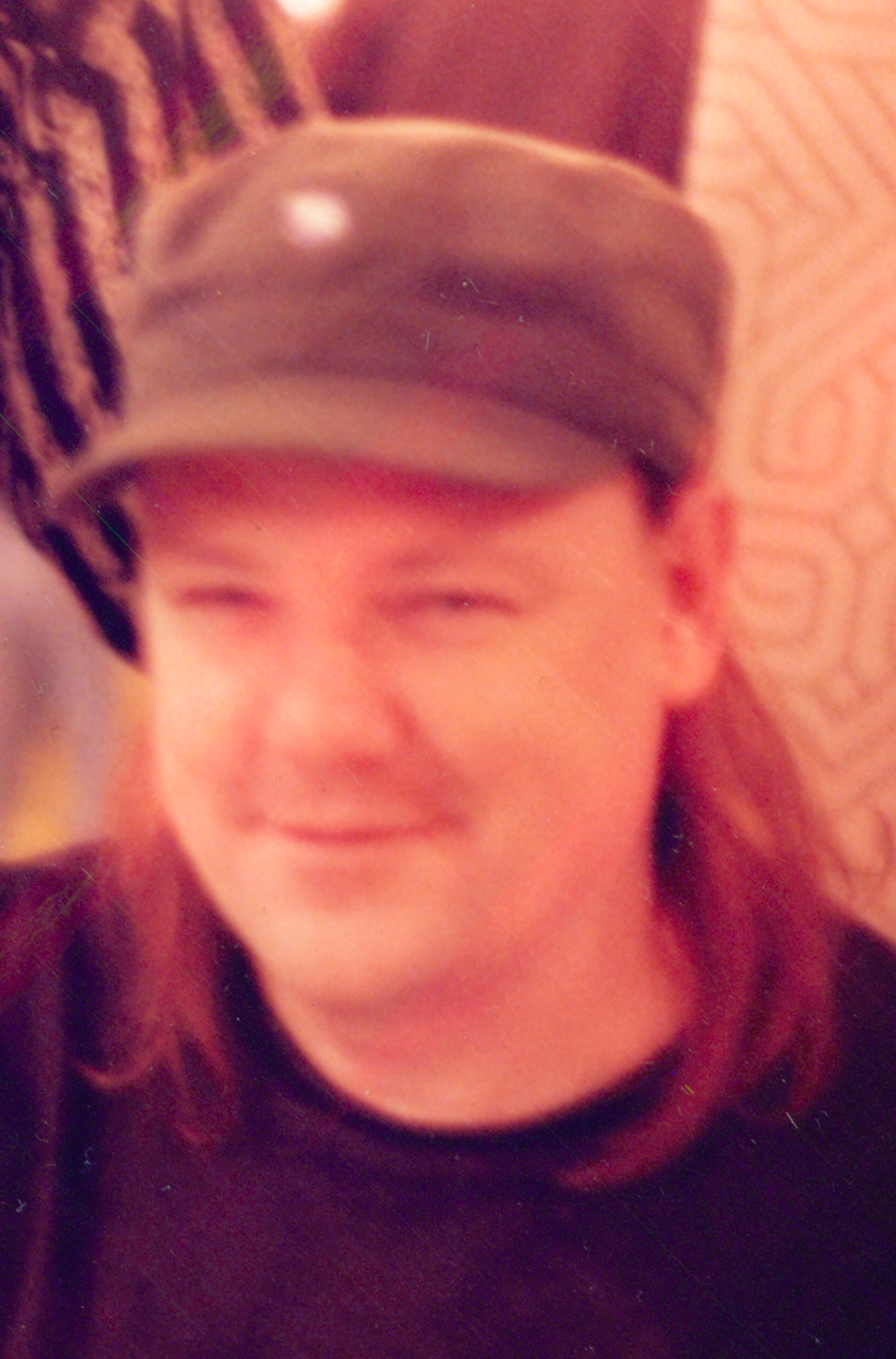
Barry Blair em uma convenção de quadrinhos em Nova Iorque no início dos anos 90.

Barry Blair (Ottawa, 1954 - 3 de janeiro de 2010) foi um quadrinista e escritor canadense, conhecido por fundar a Aircel Comics (editora de títulos como Samurai, Elflord, Dragonforce, e Men in Black) em 1980.